# Nělidovo
Nělidovo (rusky Нели́дово) je město ve Tverské oblasti v Ruské federaci. Při sčítání lidu v roce 2010 mělo bezmála třiadvacet tisíc obyvatel.

## Poloha a doprava
Nělidovo leží v jižní části Valdajské vrchoviny na levém, východním břehu Meži, levého přítoku Západní Dviny. Přes město vede železniční trať z Moskvy do Rigy. Pár kilometrů severně od města vede dálnice M9 z Moskvy přes Velikije Luki k lotyšsko-ruské hranici, na kterou dále navazuje dálnice přes Rēzekne do Rigy.

## Dějiny
Nělidovo vzniklo v roce 1900 při stavbě železniční trati nedaleko vesnice Jotkino, o které je první zmínka z roku 1701. Obec byla pojmenována po šlechtické rodině, která vlastnila pozemky pod železniční tratí. Od roku 1949 je Nělidovo městem.

## Průmysl
Nělidovo je centrem dřevozpracujícího průmyslu. Historicky je zde významná těžba hnědého uhlí.